# Prag
Prag (češ. Praha) glavni je i najveći grad Češke te njezino kulturno, gospodarsko i političko središte s 1,3 milijuna stanovnika. Naziva se još i Zlatni grad i Grad stotinu tornjeva. Zemljopisno leži u sredini Češke kotline na rijeci Vltavi, lijeva pritoka Labe. Uz stanovnike zabilježene u službenoj statistici, pretpostavlja se da u Pragu živi još oko 300.000 neprijavljenih osoba, tako da se ukupan broj stanovnika penje do 1,5 milijuna.
Prag ima dobro očuvanu srednjovjekovnu gradsku jezgru: Hradčani i Malá Strana na lijevoj obali te Staré Město, Josefov i Nové Město (Stari, Josefov/Židovska četvrt i Novi grad) na desnoj obali Vltave. Od 1992. Stari dio Praga uvršten je na UNESCO-ov popis mjesta svjetske baštine u Europi kao ogledan primjer razvoja europskog grada od 11. do 18. stoljeća. Prag je godine 2000. bio jedna od europskih prijestolnica kulture.

## Povijest
Na prostoru Praga postoje arheološki nalazi iz starijeg kamenog doba. Oko 2000 g.p.K. su Kelti osnovali naselje Závist južno od grada. U doba seobe naroda su taj prostor naselili germanski Markomani i kasnije Slaveni. Prema legendi je grad Prag osnovao Přemisl, osnivač prve češke dinastije Přemislovića, zajedno sa svojom ženom Libušom. Jezgra starog Praga je tvrđava Vyšehrad na obali Vltave. U 9. st. je sagrađena tvrđava na mjestu današnjeg Praškog dvorca koja postaje jezgra grada. 973. godine je osnovana biskupija koja je bila dio nadbiskupije Mainza do 1344. kad je postala samostalna nadbiskupija. Ubrzo nakon toga je Prag postao sjedište čeških kraljeva.
Od 10. st. Prag postaje značajan trgovački centar u kojeg se doseljavaju trgovci raznih naroda (posebno Nijemci i Židovi). Postojali su dijelovi grada gdje su živjeli pripadnici pojedinih naroda. Prvi most preko Vltave je sagradio kralj Vladislav II. 1170. godine.
Grad se jače razvio u 14. st. (zlatno doba Praga). Car Svetog Rimskog Carstva Karlo IV. iz dinastije Luksemburg je izabran za kralja Češke i 1355. je odlučio da Prag postane prijestolnica cijelog Carstva. U Prag dolaze mnogi naseljenici iz svih dijelova Carstva. Karlo IV. je poduzeo mnoge gradnje, od kojih su najpoznatiji Karlov most i katedrala sv. Vida. Osnovao je i Karlovo sveučilište (najstarije sveučilište u Srednjoj Europi). Tada je Prag bio treći grad po veličini u Europi. U Pragu je djelovao teolog Jan Hus koji je pokrenuo vjerski pokret Husiti kojima su se priključili mnogi Česi (Husitski ratovi).
Godine 1618. su Česi kroz prozor Praškog dvorca izbacili izaslanike cara Ferdinanda II. (praška defenestracija). Taj događaj je bio povod Tridesetogodišnjeg rata između katoličkih i protestantskih snaga u koji je bila uvučena većina europskih zemalja. Prag je bio žestoko pogođen ratom i stanovništvo mu se tijekom rata smanjilo za dvije trećine. 1689. je grad koji se obnovio nakon rata pogodio katastrofalni požar.
U 18. st. ponovo raste gospodarska snaga grada. 1757. je tijekom Sedmogodišnjeg rata pruska vojska razorila grad. 1784. su pojedine gradske četvrti formalno ujedinjene u jedan grad. Grad je naglo narastao i dobio na gospodarskom značenju tijekom Industrijske revolucije u 19. st. Počeo se brže razvijati nakon izgradnje željeznice 1845. kada je ugljen iz bazena Kladno omogućio razvoj metalurgije, što je dovelo do povećanja broja stanovnika. Godine 1830. u Pragu je živjelo 180.000 ljudi, a godine 1910. već 224.000. Grad je postao snažno industrijsko središte i postupno uključio u svoj sastav susjedna manja naselja kao industrijske gradske četvrti pa su tako nastali Libeň s pristanišnim bazenom Vysočany, Hloubětín, Karlín i Smíchov s tvornicama strojeva, vozila, vagona, stakla, papira i prehrambenih proizvoda. Prag je postao i trgovački centar te veliko željezničko čvorište, a tome su kasnije pridodane i cestovne veze te velika zračna luka Ruzyně udaljena samo 10 km od gradskog središta.
1848. je u gradu izbila revolucija koja je dio europskih revolucija iste godine. Tada jača češka nacionalna svijest i želja za nezavisnošću. Prag je bio centar Češkog narodnog preporoda i ostalih čeških nacionalističkih pokreta. Prag je bio centar panslavističkog pokreta. U Pragu su se sastajali intelektualci iz ostalih slavenskih naroda koji su iznosili ideje o vlastitim nacionalnim pokretima.
1918. se raspala Austro-Ugarska, i Češka je zajedno sa Slovačkom stekla nezavisnost, ali se ujedinila u zajedničku državu Čehoslovačku. Prag je od 1918. do 1939., te od 1945. do 1993. bio glavni grad Čehoslovačke. Jedna je od rijetkih prijestolnica Srednje Europe koja je u Drugom svjetskom ratu ostala gotovo potpuno pošteđena ratnih razaranja. Grad je ipak bombardiran na samom kraju rata. 1948. je u Čehoslovačkoj zavladao socijalizam. Prag je bio centar protukomunističkih pokreta (Praško proljeće 1968. i Baršunasta revolucija 1989.). Od 1993. je glavni grad novonastale Češke Republike koja je nastala razdruživanjem Čehoslovačke. Zbog izvrsno očuvane srednjoeuropske arhitekture postao je, pogotovo nakon završetka hladnog rata, jedno od najpopularnijih srednjoeuropskih turističkih odredišta i omiljena lokacija za snimanje mnogih filmova s povijesnom tematikom, čemu je pridonijela i gotovo stoljetna tradicija proizvodnje vlastitih filmova.

## Zemljopis
Prag je smješten u srednjoj Češkoj na rijeci Vltavi. Nalazi se 40 km od ušća Vltave u Labu. Zbog svog položaja neposredno na rijeci jezgra je u prošlosti često bila izložena poplavama. Na rijeci postoji nekoliko otoka (Slovanský ostrov, Dětský ostrov i Střelecký ostrov). Prag je unutar visoravni Češke zavale. Reljef na prostoru grada je brdovit. Zapadno od grada je Bijela gora, a južno gora Čihadlo. Klima je umjerena. Na prostoru grada se miješaju kontinentski i oceanski utjecaji na klimu.

## Promet
Što se tiče javnog prijevoza, on se sastoji od integrirane mreže praškog metroa, praškog tramvajskog sustava, gradskih autobusa te žičare. Praški tramvajski sustav jedan je od većih u svijetu, s oko 900 kompozicija tramvajskih vozila, ukupne duljine tračnica od 140 km. Ima 33 linije, a godinšnje preveze 356 milijuna putnika. Sve vrste prijevoza imaju zajednički sustav naplate. Javni prijevoz dodatno nadopunjuju taksi prijevoznici te turistički brodovi koji voze Vltavom. Osim toga, postoje i razne druge turističke vožnje, poput onih u automobilima oldtimerima.
Glavni automobilski pravci prolaze centrom grada. Tunel Blanka predstavlja rješenje gradskih gužvi u sjeverozapadnom dijelu grada i sa svojih 5.5 km najduži je gradski tunel u Europi. Gradnja ovog objekta zaopčela je 2007., a završetak se očekuje 2011. ili 2012. Tunel je dio gradskog prestena cesta, koji služi kao prometno rješenje zbog velikog intenziteta prometa. Južni dio prstena otvoren je 22. rujna 2010. godine, dužine više od 20 km.
Prag je glavni čvor željeznica u Češkoj. Sustav prigradske željeznice koji vozi praškom regijom zove se Esko Praha. Glavni željeznički kolodvor zove se Hlavní nádraží (Glavni kolodvor), te je povezan s mnogim gradovima u Europi. Osim toga, međugradski vlakovi pristaju i na ove kolodvore: Praha-Smíchov, Praha-Vršovice, Praha-Holešovice, Praha-Libeň i Masarykovo nádraží. U gradu postoji još kolodvora, ali imaju manji prometni značaj.
Glavna praška zračna luka nosi naziv Praha Ruzyně te je to jedna od najprometnijih zračnih luka u Srednjoj i Istočnoj Europi. Ostale zračne luke u gradu ili okolici su: Kbely (služi za domaće i međunarodne vojne snage, a ondje s nalazi i Muzej češkog zrakoplovstva), zračna luka Letňany (služi za privatne zrakoplove) i zračna luka Aero Vodochody (koristi se kao pista za pokusne letove). Postoji i još nekoliko malih zračnih luka (pista) koje koriste aeroklubovi, kao npr. zračna luka Točná.
Grad je prešao nekoliko međunarodnih ruta, između ostalih E50 (Brest – Pariz – Nürnberg – Košice – Donjeck – Mahačkala) i E65 (Malmö – Szczecin – Zagreb – Split – Skoplje – Hania).

## Gospodarstvo
Prag ostvaruje 25 % češkog BDP-a. U gradu su europska sjedišta mnogih poznatih međunarodnih kompanija.
Od 1990-ih pa do danas praško se gospodarstvo restrukturiralo od industrijski orijentiranog do onog čiji najveći dio čine usluge. Najzastupljenije grane industrije su farmaceutska, tiskarska, prehrambena, proizvodnja transportne opreme, proizvodnja računalne tehnologije te elektrotehnički inženjering. U sektoru usluga najznačajnije su financijske, komercijalne i usluge ugostiteljstva (restorani, hoteli, pansioni, hosteli). 80 % zaposlenih radi u sektoru usluga.
Prag je omiljena destinacija mnogih turista. Gotovo polovina novca koji Češka zaradi od turizma dolazi upravo iz Praga. Grad tako u svojoj ponudi nudi oko 73.000 kreveta, a većina tih smještajnih kapaciteta sagrađena je nakon 1990.
Oko 20% svih investicija u Češkoj odvija se u Pragu.
Zanimljivo je dodati kako je Prag u razdoblju od 1990. do 2000. bio vrlo popularno mjesto za snimanje filmova međunarodne produkcije te filmova iz Hollywooda i Bollywooda. Kombinacija arhitekture, niskih troškova te dobrih lokacija pokazala se privlačnom za filmsku industriju.
Također, sve važnije češke tvrtke i institucije imaju svoje sjedište u Pragu.

## Šport
Prag je dom mnogih športskih događaja, klubova i stadiona.
Poznati praški sportski klubovi:
- Sparta Prag, nogometni klub
- Slavia Prag, nogometni klub
- Dukla Prag, nogometni klub
- Bohemians 1905, nogometni klub
- Viktoria Žižkov, nogometni klub
- HC Slavia Prag, hokejaški klub
- HC Sparta Prag, hokejaški klub

## Znamenitosti
Nakon pada Željezne zavjese, Prag je postao jedno od najposjećenijih turističkih destinacija u Europi, ali i u svijetu. Prag je šesti grad po posjećenosti u Europi, poslije Londona, Pariza, Rima, Madrida i Berlina. Za razliku od drugih europskih metropola, Prag nije mnogo stradao u Drugom svjetskom ratu, te je njegova povijesna arhitektura (Stari grad, Donji grad i Novi grad) jedna od najsačuvanijih u Europi i predstavljena je svim povijesnim stilovima: srednjovjekovna romanika i gotika, renesansa, barok, neoklasicizam, historicizam, secesija, funkcionalizam i postmoderna arhitektura. Najpoznatije znamenitosti Praga su:
- Praški dvorac (Pražský hrad) u četvrti Hradčani (Guinnessova knjiga rekorda ga navodi kao najveći dvorac na svijetu, površine preko 70000 m²)
- Katedrala sv. Vida nalazi se unutar kompleksa dvorca
- Stari grad (Staré Město) s poznatim Starim trgom (Staroměstské náměstí)
- Astronomski sat (Orloj) unutar Starog grada
- Novi grad (Nové město) s najpoznatijim trgom Václavské náměstí
- Karlov most (Karlův Most) preko Vltave
- Židovska četvrt Josefov s novom sinagogom (Staronová Synagoga) iz 1270. godine i židovskim grobljem
- Crkva Naše gospe pod Týnom (s poznatim crnim tornjevima)
- Dvorac Vyšehrad na čijem su groblju ukopani mnogi slavni Česi kao što su Antonín Dvořák i Bedřich Smetana
- Kompleks Karlovog sveučilišta
- Petřínski opservatorijski toranj (Petřínská rozhledna) je kopija Eiffelovog tornja)
- Televizijski toranj u četvrti Žižkov (Žižkovský vysílač)
- Grob Franza Kafke na židovskom groblju Olšany koje je poznato šetalište
- "Plešuća kuća" (moderna građevina, djelo hrvatskog arhitekta Vlade Milunića)
- Zlatna ulica
- Lennonov zid s protukomunističkim grafitima inspiriranim pjesmama Beatlesa
- Praški metronom, moderna instalacija na mjestu srušenog Staljinovog spomenika
- Mala četvrt (Malá Strana) s Crkvom Malog Isusa
- Državni muzej (Národní muzeum)
- Muzej primijenjenih umjetnosti
- Barokna gradska vrata Pisek, jedina sačuvana gradska vrata
- Praški zoološki vrt je sedmi najbolji na svijetu (prema Forbes magazinu)
- Narodno kazalište (Národní Divadlo)
- Rudolfium, dom Češke filharmonije
- Kazalište Smetana, dom praške državne opere
- samostan Emaus (Na Slovanech), u naselju Nove Mjesto u Pragu (ulica Višehrad)[2]
- Křižíkovi vodoskoci (češki: Křižíkova světelná fontána), vodoskoci u Holešovicama

## Galerija
- Karlov most
- Mala Strana na kraju Karlovog mosta
- Vjenceslavov trg s Nacionalnim muzejom noću
- Crkva sv. Petra i Pavla na Vyšehradu
- Rudolfinum
- Karlov most i Hradčani
- Ulaz u Hradčane
- Katedrala sv. Vida u Hradčanima
- Zlatna ulica
- Starogradski trg
- Turistički tramvaj
- Plešuća kuća
- Astronomski sat
- Crkva Naše gospe pod Týnom

## Gradovi prijatelji
Prag ima službene ugovore o partnerstvu sa sljedećim gradovima:
| - Berlin, Njemačka - Teramo, Italija - Tunis, Tunis - Taipei, Tajvan | - Frankfurt na Majni, Njemačka - Bruxelles, Belgija - Madrid, Španjolska - Hamburg, Njemačka | - Trento, Italija - Chicago, SAD - Kyoto, Japan - Nürnberg, Njemačka | - Pariz, Francuska - Tirana, Albanija - Jasło, Poljska |

Prag također ima i veliki broj neslužbenih sporazuma s brojnim drugim velikim svjetskim gradovima.

## Vanjske poveznice
- Službena stranica (češ.) (engl.)

### Ostali projekti
|  | Zajednički poslužitelj ima još gradiva o temi Prag |